# کاستلاماره دل گولفو
کاستلاماره دل گولفو (به ایتالیایی: Castellammare del Golfo) یک کومونه در ایتالیا است که در استان تراپانی واقع شده‌است.
شهر از مارینا/بندرگاه معروف به «کالا مارینا» - که مملو از رستوران‌ها و بار‌هاست - به سمت شمال گسترده شده است. طرح شهری با پله‌ها و خیابان‌های پیچ‌درپیچ طراحی شده که از یک سو به پیاِتزا پترولو و از سوی دیگر به باغ‌های مرکزی اصلی منتهی می‌شوند. در این باغ‌های مرکزی، مرکز شهر با انبوهی از فروشگاه‌ها، کافه‌ها و رستوران‌ها قرار گرفته است. خیابان اصلی شهر کورسو گاریبالدی نام دارد.

## تاریخچه
بر اساس نظر تاریخ‌دانان و جغرافی‌دانانی همچون بطلمیوس، دیودور سیسیلی و استرابو، کاستلاماره دل گلفو در ابتدا با نام امپوریوم سجستانوروم (بندر سجستا) تأسیس شد که به عنوان بندر این شهر مجاور عمل می‌کرد و سرنوشت مشترکی با آن داشت تا زمان افولش.  
اعراب در سال ۸۲۷ میلادی به کاستلاماره دل گلفو حمله کردند و آن را «المدارج» نامیدند که به معنای «پله‌ها» است - احتمالاً به خاطر یک خیابان شیب‌دار و پلکانی که از بندر به سمت منطقه دژ مستحکم شده امتداد داشت. اعراب اولین کسانی بودند که قلعه را بنا نهادند، که بعدها توسط نورمان‌ها گسترش یافت. این ساختمان بر روی یک صخره سنگی نزدیک به دریا ساخته شد و از طریق یک پل متحرک چوبی به خشکی متصل می‌شد.  
ماهیگیری از دوران باستان در کاستلاماره دل گلفو اهمیت داشته و امروزه نیز اقتصاد این شهر علاوه بر ماهیگیری، بر پایه گردشگری استوار شده است.  
این شهر کوچک همچنین به عنوان زادگاه بسیاری از چهره‌های مافیای سیسیلی-آمریکایی شناخته می‌شود، از جمله سباستینو دی گائتانو، سالواتوره مارانزانو، استفانو ماگادینو، ویتو بونونتره، جان تارتاملا و جوزف بونانو. اینجا خاستگاه جنگ کاستلامارزه بود که بین کلان ماسریا و کلان مارانزانو برای کنترل دنیای زیرین در نیویورک سیتی رخ داد.  
در اوج مهاجرت ایتالیایی‌ها به آمریکا، بسیاری از ساکنان کاستلاماره دل گلفو به نیویورک سیتی مهاجرت کردند و در الیزابت استریت در لیتل ایتالی، هارلم ایتالیایی و محله‌های بوشویک، کارول گاردنز و ایست نیویورک در بروکلین ساکن شدند. پس از جنگ جهانی دوم نیز موج دیگری از مهاجران این شهر عمدتاً در محله‌های گریوزند، بنسون‌هرست و دایکر هایتس در بروکلین، همچنین ریجوود و میدل ویلیج در کویینز، بخش موریس پارک در برانکس و سراسر استتن آیلند سکونت گزیدند. امروزه نیویورک سیتی میزبان بزرگ‌ترین جمعیت دور از وطن افرادی است که یا در کاستلاماره دل گلفو متولد شده‌اند یا ریشه خانوادگی‌شان به این شهر بازمی‌گردد.  
در دهه‌های اخیر، کاستلاماره دل گلفو به یک مقصد مهم گردشگری تبدیل شده است، به‌ویژه به دلیل موقعیت استراتژیک آن بین پالرمو و تراپانی.

## خصوصیات
کاستلاماره دل گولفو ۱۲۷ کیلومترمربع مساحت و ۱۴٬۹۰۸ نفر جمعیت دارد و ۲۶ متر بالاتر از سطح دریا واقع شده‌است.

## مکان‌های نزدیک
در نزدیکی کاستلاماره دل گلفو می‌توان از سجستا دیدن کرد که شامل معبد دوریک و یک آمفی‌تئاتر است که هنوز هم در آن اجراهای مختلف برگزار می‌شود.  
از دیگر مکان‌های مهم اطراف می‌توان به موارد زیر اشاره کرد:  
- تراپانی: در حدود ۳۵ کیلومتری غرب  
- پالرمو: در حدود ۳۰ کیلومتری شرق  
- اسکوپلو: با تونارای سنتی خود (محل سنتی صید تن) در غرب  
- سان ویتو لو کاپو: در غرب  
- ریزروا ناتوراله دل زینگارو: همچنین در غرب، با سواحل خلیج‌ای که تنها از طریق پیاده‌روی یا قایق قابل دسترسی هستند  
- اریچه: روستایی تاریخی که در ارتفاع ۷۵۰ متری از سطح دریا قرار گرفته است  
گشت‌وگذار با قایق
از کاستلاماره دل گلفو می‌توانید با قایق‌هایی که از کالا مارینا حرکت می‌کنند، به جزایر اگادی (در مقابل تراپانی) سفر کنید.  
سواحل خلیج
در شرق خلیج کاستلاماره، یک نوار ساحلی به طول ۳۰ کیلومتر با ساحل‌های شنی سفید وجود دارد که برای علاقه‌مندان به طبیعت و دریا بسیار جذاب است.

## فیلم ها
کاستلاماره دل گلفو به عنوان لوکیشن فیلمبرداری برای چندین تولید سینمایی و تلویزیونی مورد استفاده قرار گرفته است. از جمله آثار ساخته شده در این منطقه می‌توان به موارد زیر اشاره کرد:
فیلم سینمایی "به عشق ماریاستلا" محصول سال ۱۹۴۶
فیلم سینمایی "دوازده یار اوشن"
فیلم سینمایی "انتقام آنجلو"
فیلم سینمایی "اسم من تانینو است"
مجموعه تلویزیونی "سفالونیا"
قسمتی از مجموعه تلویزیونی "کمیسر مونتالبانو" با عنوان "حس لامسه"
فیلم سینمایی "لارگو وینچ"
فیلم سینمایی "برگ‌های درخت"
مناظر بکر و معماری منحصر به فرد این شهر ساحلی، آن را به یکی از مکان‌های محبوب برای تولیدات سینمایی بین‌المللی تبدیل کرده است. ترکیب طبیعت زیبا و بافت تاریخی شهر، فضای ایده‌آلی برای فیلمسازان فراهم می‌آورد.

## شخصیت‌های سرشناس
کاستلاماره دل گلفو زادگاه بسیاری از چهره‌های معروف بوده است که برخی از مهم‌ترین آنها عبارتند از:
شخصیت‌های مرتبط با مافیا:
- جوزف بونانو: رئیس سابق خانواده جنایی بونانو
- جووانی بونونتره: معاون خانواده جنایی بونانو
- ویتو بونونتره: از اعضای اصلی باند بروکلین که بعدها به خانواده بونانو تبدیل شد
- استفانو ماگادینو: رئیس خانواده جنایی بوفالو
- سالواتوره مارانزانو: بنیانگذار خانواده جنایی بونانو
- جوزف باربارا: از اعضای ارشد خانواده جنایی بوفالو
- سباستینو دی گائتانو: از روسای سابق سازمانی که بعدها به خانواده بونانو معروف شد
- سالواتوره سابلا: بنیانگذار خانواده جنایی فیلادلفیا
شخصیت‌های دیگر:
- جویی گالو: بازیکن بیسبال آمریکایی (مادرش اهل کاستلاماره دل گلفو بود)
- جان ونتیمیگلیا: بازیگر آمریکایی (والدینش اهل کاستلاماره دل گلفو بودند)
این شهر کوچک ساحلی با وجود جمعیت کم، تأثیر قابل توجهی بر تاریخ آمریکا به ویژه در حوزه‌های خاص داشته است. ترکیب منحصر به فرد معماری سنتی و موقعیت استراتژیک آن در سواحل سیسیل، آن را به مکانی جذاب هم برای گردشگران و هم برای محققان تاریخ تبدیل کرده است.